# غوستافو فاجينين
غوستافو فاجينين (14 نوفمبر 1991 بساو باولو في البرازيل - ) هو لاعب كرة قدم برازيلي في مركز الوسط لعب سابقاً في نادي عجمان. لعب مع نادي ساليرنيتانا ونادي ليتشي ونادي مسينا ونادي نوفارا.

## روابط خارجية
- غوستافو فاجينين على موقع قاعدة بيانات كرة القدم.إي يو (الإنجليزية)
- غوستافو فاجينين على موقع Soccerway.com (الإنجليزية)
- غوستافو فاجينين على موقع عالم كرة القدم.نت (الإنجليزية)